# Pachydissus samai
Pachydissus samai är en skalbaggsart som beskrevs av Karl Adlbauer 2000. Pachydissus samai ingår i släktet Pachydissus och familjen långhorningar.
Artens utbredningsområde är:
- Ghana.
- Togo.

Inga underarter finns listade i Catalogue of Life.